# Pediobius brachycerus
Pediobius brachycerus är en stekelart som först beskrevs av Thomson 1878.  Pediobius brachycerus ingår i släktet Pediobius och familjen finglanssteklar. Arten är reproducerande i Sverige. Inga underarter finns listade i Catalogue of Life.